# Мессия зла
«Мессия зла» (англ. Messiah of Evil) — фильм ужасов режиссёра Уилларда Хайка, вышедший на экраны в 1974 году.

## Сюжет
Фильм представляет собой рассказ молодой женщины по имени Арлетти, пребывающей в сумасшедшем доме. Она повествует о том, как однажды отправилась в маленький городок Пойнт-Дюн, чтобы повидать своего отца-художника, чьи письма в последнее время становились всё более сюрреалистическими. После странной встречи на автозаправке Арлетти прибывает на виллу на берегу океана, где находит лишь запустение. Из дневника отца, обнаруженного тут же, следует, что того в последнее время преследовали различные кошмары. Странные люди, населяющие городок, на следующий день не могут сообщить ничего о местонахождении художника. Лишь безумный бродяга Чарли советует Арлетти при случае не только убить отца, но и сжечь его тело. Вскоре на вилле появляется в сопровождении двух спутниц молодой денди по имени Том, разыскивающий информацию о местной легенде о кровавой луне. Тем временем атмосфера в городе становится всё более и более тревожной…

## В ролях
- Марианна Хилл — Арлетти
- Майкл Грир — Том
- Джой Бэнг — Тони
- Анитра Форд — Лора
- Ройал Дано — Джозеф Лонг
- Элайша Кук — Чарли
- Чарльз Диркоп — работник заправки